# Petrovičky (okres Jičín)
Petrovičky jsou obec v okrese Jičín v Královéhradeckém kraji. Žije v ní 51 obyvatel.

## Historie
První písemná zmínka o obci pochází z roku 1393.

## Obyvatelstvo
| Rok            | 1869 | 1880 | 1890 | 1900 | 1910 | 1921 | 1930 | 1950 | 1961 | 1970 | 1980 | 1991 | 2001 | 2011 | 2021 |
| -------------- | ---- | ---- | ---- | ---- | ---- | ---- | ---- | ---- | ---- | ---- | ---- | ---- | ---- | ---- | ---- |
| Počet obyvatel | 174  | 184  | 161  | 172  | 170  | 143  | 116  | 100  | 78   | 55   | 47   | 37   | 39   | 46   | 47   |
| Počet domů     | 29   | 30   | 31   | 30   | 31   | 31   | 29   | 34   | 24   | 22   | 19   | 26   | 24   | 27   | 20   |

## Obecní správa
Mezi lety 1850–1884 patřily Petrovičky jako osada obce k Pšánkám v okrese Hradec Králové (1850–1884). V letech 1884–1960 byl obcí v okrese Hradec Králové (1884–1890), posléze v okrese Nová Paka (1900–1930), poté v okrese Hořice (1950) a později v okrese Jičín. Od 12. června 1960 do 29. dubna 1976 patřily jako část obce k Bříšťanům. Od 30. dubna 1976 do 23. listopadu 1990 patřily jako část obce k Bašnicím a od 24. listopadu 1990 jsou opět samostatnou obcí.